# خوارزمية جاوس ونيوتن

خطوات متتالية لانحدار جاوس-نيوتن ، مع عامل التخميد المتغير α ، لتلائم ذروة صاخبة غير متكافئة. الصور التي تم إنشاؤها باستخدام Scilab ، متحركة مع The Gimp.

خوارزمية غاوس ونيوتن  (بالإنجليزية: Gauss–Newton algorithm)‏ خوارزمية مستخدمة في حل المعادلات اللاخطية للمربعات الدنيا (بالإنجليزية: non-linear least squares problems)‏ وهي تعديل لخوارزمية نيوتن لإيجاد الحد الأدنى للدالة. على عكس طريقة نيوتن، خوارزمية غاوس ونيوتن يمكن استخدامها فقط لتقليل مجموع تربيع قيم الدوال، ولكن عندها ميزة أن المشتقة الثانية -والتي يمكن أن تكون صعبة للحساب- غير مطلوبة.
سميت هذه الخوارمية باسم كلٍ من  كارل فريدريش غاوس و إسحاق نيوتن.

## وصف الخوارزمية
إذا لم يكن عندك  m من الدوال فـ r
(r = (r1, ..., rm (الـ r نسبةً لـ residuals  وهي تعني البواقي)
ولو كان عندك  n من المتغيرات فـ β
(β=(β1, …, βn إذا لم تكن m ≥ n.
خوارزمية غاوس ونيوتن طريقة تكرارية توجد قيمة المتغيرات مما يقلل من مجموع المربعات.